# Filip Cruseman
Filip Cruseman, född 14 oktober 1990 i Stockholm, är en svensk ishockeyspelare som spelar för Karlskrona HK.

## Karriär
Filip Cruseman är uppväxt på Östermalm i Stockholm och spelade ishockey i Brinkens IF som barn. Som tonåring kom han till Djurgårdens IF:s organisation och spelade J18 samt J20 i klubben. 2010 kom han till Enköpings SK i division 1. Där svarade han för en stark poängproduktion under tre säsonger innan han lämnade föreningen. Inför säsongen 2013/2014 värvades han till Karlskrona HK i Hockeyallsvenskan. Två säsonger blev det för Cruseman i KHK innan han var med och förde upp klubben till SHL 2015. Filip fick fortsatt förtroende av klubben och spelade i Karlskrona-dressen säsongen 2015/2016. Efter en tung säsong för klubben lyckades Cruseman och hans lag hålla sig kvar i högstaligan. Ytterligare två säsonger blev det för Filip i klubben innan KHK åkte ur SHL 2018. Filip Cruseman lämnade klubben och skrev kontrakt med IF Björklöven i Hockeyallsvenskan där han från och med spelar säsongen 2018/2019. Han kallas i folkmun för "Cruse".